# El Viento (videojuego)
El Viento (エル・ヴィエント Eru Viento?) es un videojuego de plataformas de 1991 para la Sega Genesis, desarrollado y distribuido por Wolf Team en Japón. Renovations Products se encargó de la distribución en América. Es el primero de la trilogía, que incluye a Earnest Evans y Anett Futatabi.

## Trama
El juego comparte el mismo universo ficticio con Earnest Evans, aunque este ocurre varios años después. También presenta muchas referencias a los Mitos de Cthulhu de H. P. Lovecraft. El juego tiene lugar en la ciudad de Nueva York a finales de la década de 1920. El líder del culto Henry, el gánster Al Capone (Vincente DeMarcoto en la versión estadounidense) y una hechicera llamada Restiana conspiran para despertar al antiguo y malévolo dios Hastur. Hay algunas personas que han descendido de la antigua línea de sangre de Hastur, una de las cuales es la joven hechicera peruana, Annet Myer. Con un poco de ayuda de Earnest Evans, Annet intenta evitar que el culto resucite a Hastur.

## Jugabilidad
El jugador tiene acceso a un suministro interminable de bumeranes y hasta cinco hechizos. Cada nivel termina en una pelea contra un jefe.

## Recepción
El Viento recibió críticas mixtas pero en su mayoría positivas, incluida la calificación de 93% por Joystick en Francia, el 66% por Super Play en Estados Unidos y 68% por Video Games en Alemania. Damain Butt de Sega Pro le dio un puntaje de 89%: "Con gráficos súper rápidos y un juego brutal, El Viento te dejará sin aliento". Por otro lado, Entertainment Weekly le dio solo un D-, opinando que "solo los divertidos anacronismos históricos del juego, como los ciclistas rubios vestidos de mezclilla que manejan cimitarras, lo salvan de la calificación como un fracaso total".
Retrospectivamente, Rodger Swan de Sega-15 le dio a este "gran y desafiante juego de acción" un 8 sobre 10 a pesar de ser a veces "demasiado difícil", afirmando: "Puede que no tenga gráficos o música tan bonitos como los títulos de Valis, pero tiene un juego realmente rápido que hace que los jugadores estén de humor para la acción. ¡Este es un juego que animo a todos los fanáticos de la acción a conseguirlo, y los fanáticos de Valis apreciarán la sensación de velocidad!". Según Kurt Katala de Hardcore Gaming 101, "en general, es un juego un poco descuidado, con una acción desordenada y un diseño de nivel dudoso, pero el ritmo rápido y la locura general hacen que valga la pena analizarlo, especialmente porque es uno de los mejores títulos de Wolf Team".